# Schadenfreude
La Schadenfreude ([ˈʃaːdənˌfʁɔʏdə] ) è il piacere provocato dalla sfortuna altrui. Il termine, un prestito linguistico dal tedesco, significa letteralmente “gioia maligna”, “soddisfazione cinica”. Esiste, anche se molto rara, la variante Schadensfreude (dall'inserzione epentetica della s, per ragioni di eufonia).

## Etimologia e semantica
Il termine deriva da Schaden ("danno") e Freude ("gioia"). In tedesco il termine ha sempre una connotazione negativa. Esiste una distinzione tra la "Schadenfreude segreta" (un sentimento privato) e la "Schadenfreude aperta" (Hohn). 
Viene talvolta usato come prestito linguistico in molte lingue, compreso l'italiano, sebbene sia attestato il termine analogo aticofilia (dal greco ἀτυχής atychḗs "sfortunato" e φιλία philía "amore, passione"). Benché tale termine tradisca in parte la "popolarità" della parola tedesca, come giustamente afferma la traduttrice Marina Taffetani, il termine si presta ad un utilizzo di tipo scientifico: in tale contesto, ad esempio, la psicologa e psicoterapeuta Grazia Aloi sottolinea la caratteristica che accomuna Schadenfreude e sadismo, quella di essere "filie", cioè “piaceri, passioni, amori per...” Il concetto di Schadenfreude potrebbe anche venire parafrasato come "compiacimento malevolo" verso il prossimo, derivante, secondo la psicologa, dalla "considerazione di scarsissimo valore di Sé che si riflette nella consolazione (molto spesso errata) che anche il Sé degli altri sia scarso e non degno." La questione dell'aticofilia è "sì anche di interesse clinico ma - fin qui - ancora nell'ordine della morale; tant'è che nessuno può essere punito o curato per ciò" sebbene possa "arrivare alla cattiveria più efferata".
Nel Buddhismo, il concetto di mudita, "gioia comprensiva" o "felicità per la buona sorte dell'altro", viene spesso indicato come l'opposto della Schadenfreude.

## Studi scientifici
Un articolo del New York Times del 2002 ha citato una serie di studi scientifici sulla Schadenfreude, che ha definito come "delizia delle disgrazie altrui". Molti di questi studi si basano sulla teoria del confronto sociale; l'idea è che quando le persone intorno a noi hanno avuto eventi sfortunati, guardiamo meglio a noi stessi. Altri ricercatori hanno scoperto che le persone con una bassa autostima sono più propense a provare Schadenfreude rispetto a persone che hanno una grande autostima.
Uno studio del 2009 indica un possibile coinvolgimento dell'ormone ossitocina nella sensazione di Schadenfreude. La somministrazione intranasale di ossitocina in giocatori impegnati in giochi d'azzardo risultava infatti aumentare i livelli di invidia (in caso di sconfitta) e di Schadenfreude (in caso di vittoria), rispetto al placebo.
Le persone affette da disturbo della personalità narcisista covert, possono sviluppare alti livelli di invidia, schadenfreude, ansia e depressione.

## Detti sullaSchadenfreude
- Schadenfreude ist die schönste Freude (denn sie kommt von Herzen): "La Schadenfreude è la gioia più bella (perché viene dal cuore)" (proverbio tedesco).

- Neid zu fühlen ist menschlich, Schadenfreude zu genießen teuflisch: "Provare invidia è umano, godere della Schadenfreude è diabolico" (Arthur Schopenhauer).

- Das Wort Schadenfreude kennt man nur im Deutschen: "La parola Schadenfreude è conosciuta solo in tedesco" (anonimo).

- Geen schoner vermaak dan leedvermaak: "Non c'è gioia migliore che la Schadenfreude" (proverbio olandese, spesso usato ironicamente).

- Le malheur des uns fait le bonheur des autres: "La sfortuna di uno fa la felicità degli altri" (proverbio francese).

- La cuntentèsa d'enn'asent a l'è éden annöter annàa 'n malùra: "La felicità di un asino è vedere un altro andare in malora" (modo di dire in dialetto della bassa bergamasca).
- Mal comune, mezzo gaudio (proverbio italiano, che non arriva alla Schadenfreude ma non si esime dal fare il confronto dei destini e, se quello degli altri è negativo, ridurre la frustrazione per la negatività del proprio).

## Citazioni
(Paul Sussman, Il labirinto di Osiride, Milano, Mondadori, 2013.)
Nelle sue memorie, Memorie del Terzo Reich, Albert Speer descrive il senso dell'umorismo di Adolf Hitler come basato completamente sulla Schadenfreude. Alcuni esempi erano degli scherzi fatti a ministri come Joachim von Ribbentrop, spesso portati avanti da Hitler stesso o dai suoi amici.

## Termini simili in altre lingue
- arabo: shamātah شماتة (shamtan, provare piacere per la sfortuna altrui).
- albanese: cmirëzi (cmirë, invidia; zi, nero, persona che prova piacere per il male altrui, diversa dalla semplice invidia, che è comprensibile all'interno della società, e che è una componente della competitività).
- bulgaro: злорадство (зло, malvagio o dolore; радост, gioia).
- ceco: škodolibost (škoda, danno, perdita; libost, piacere).
- danese: skadefryd (skade, danno, ferita, offesa; fryd, gioia).
- ebraico: שמחה) : שמחה לאיד, gioia; איד, sfortuna) (simxa la'ed).
- estone: kahjurõõm (kahju, danno o dolore; rõõm, gioia).
- finlandese: vahingonilo (vahinko, incidente o danno; ilo, gioia o felicità).
- gaelico: aighear millteach (aighear, delizia o gioia; millteach, maliziosa o distruttiva).
- greco antico: ἐπιχαιρεκακία (ἐπιχαίρω, rallegrarsi; κακία, cattiveria o malvolenza).
- lituano: piktdžiuga (piktas arrabbiato; džiaugsmas gioia).
- magiaro: káröröm (kár, perdita o danno; öröm, gioia).
- napoletano: iallià (rallegrarsi delle altrui disgrazie), o il diverso (ma correlato) sentimento della cazzimma, in cui l'altrui male e' cagionato dall'agente e non semplicemente da questi osservato.
- norvegese: skadefryd (skade, danno, ferita, lesione; fryd, gioia).
- olandese: leedvermaak (leed, dolore e sofferenza; vermaak, divertimento).
- russo: злорадство (зло, malvagio o danno; радость, gioia).
- serbo e croato: zluradost (zlo, malvagio; radost, gioia).
- slovacco: škodoradosť (škoda, danno o perdita; radosť, gioia).
- sloveno: škodoželjnost (škoda, danno o perdita; želeti, desiderare).
- svedese: skadeglädje (skada, danno; glädje, gioia o felicità).
- lingua veneta: go caro (go, ho; caro, a cuore, il significato è: "mi fa piacere", "ben gli sta", "se l'è meritato", "giustizia è fatta").
- bresciano: go göst (ho gusto, ne ho piacere)
- salentino: picca ete (letteralmente "poco è", sta a significare che la sfortuna capitatagli è persino poca)

Anche in svedese e norvegese esiste il detto Skadeglädjen/fryd är den enda sanna glädjen/fryd ("La Schadenfreude è l'unica vera gioia"). Una variante finlandese dice Vahingonilo on aidointa iloa, sillä siihen ei sisälly tippaakaan kateutta ("La Schadenfreude è la gioia più pura, finché non vi si aggiunge un pizzico di invidia"). Una variante slovacca è Škodoradosť je najväčšia radosť ("La Schadenfreude è la gioia più grande"), vicina alle varianti magiara Legszebb öröm a káröröm ed estone Kahjurõõm on kõige suurem rõõm. In ebraico il detto è 'אין שמחה כשמחה לאיד' ("Non c'è gioia come la Schadenfreude"). In danese si dice che Egen lykke er at foretrække men andres ulykke er dog ikke at foragte, ovvero "La propria felicità dovrebbe essere preferita, ma anche la sfortuna di un altro non va affatto disprezzata". La versione olandese del detto è Er is geen beter vermaak dan leedvermaak ("Non c'è gioia più grande della Schadenfreude").
Nella lingua thai, la frase สมน้ำหน้า, Som nam na, può essere interpretata come "Hai avuto quel che ti meritavi"; "Ti sta bene"; o "Sto ridendo della tua sfortuna".
In coreano, la frase 고소하다, Goso hada, tradotta letteralmente significa "Annusare olio di sesamo" (in Corea l'odore dell'olio di sesamo è considerato particolarmente piacevole); tale frase può essere usata anche quando si è molto compiaciuti di un particolare evento, e specialmente se tale avvenimento implica la sfortuna di qualcun altro.
In cinese, l'espressione 幸灾乐祸 , Xìngzāi lèhuò, è un termine che significa "Compiacersi dell'(altrui) calamità e ridere dell'(altrui) sfortuna".
In giapponese, è attestata la frase 他人の不幸は蜜の味, Tanin no fukō wa mitsu no aji, traducibile come "Le sfortune altrui hanno il sapore del miele".